# Capital City Go-Go
Capital City Go-Go ist eine Mannschaft der NBA G-League, die in der amerikanischen Hauptstadt Washington, D.C.beheimatet ist. Es ist das Farmteam der NBA-Franchise Washington Wizards.

## Geschichte
Im Juni 2017 gaben die Washington Wizards bekannt, die Rechte zum Besitz eines Farmteams in der NBA G-League erworben zu haben, das ab 2018 am Spielbetrieb der Liga teilnehmen solle. Der Name der Mannschaft sowie die Conga im Logo spielten auf das Go-go-Musikgenre an, das in den sechziger und siebziger Jahren in Washington, D.C. seinen Anfang nahm. Das Franchise belegte in seiner ersten Saison den zweiten Platz der Southeast Division mit einer ausgeglichenen Bilanz (25 Siege bei 25 Niederlagen), was nicht zum Einzug in die Play-offs reichte.

## Saisonbilanzen
| Saison             | Division           | Platz              | W                  | L                  | Win%               | Playoffs           |                    |
| Capital City Go-Go | Capital City Go-Go | Capital City Go-Go | Capital City Go-Go | Capital City Go-Go | Capital City Go-Go | Capital City Go-Go | Capital City Go-Go |
| ------------------ | ------------------ | ------------------ | ------------------ | ------------------ | ------------------ | ------------------ | ------------------ |
| 2018/19            | Southeast          | 2nd                | 25                 | 25                 | .500               | --                 |                    |
| Regular season     | Regular season     | Regular season     | 25                 | 25                 | .500               |                    |                    |
| Playoffs           | Playoffs           | Playoffs           | 0                  | 0                  | 000                |                    |                    |

## Partnerteam
- Washington Wizards (seit 2018)